# Rade Pribičević
Rade Pribičević (v srbské cyrilici Раде Прибичевић; 1896–1953) byl jugoslávský komunistický politik a spolupracovník Josipa Broze Tita.
Pribičević byl právník z Petrinje, člen Výkonného výboru Nezávislé demokratické strany. Jako aktivní odpůrce diktatury krále Aleksandra z let 1929-1941 byl velmi populární mezi veřejností, a to jak mezi Srby, tak i Chorvaty. Účastnil se partyzánského boje, zastupoval srbskou menšinu v Chorvatsku. Byl také delegátem na sjezdu ZAVNOH a člen tzv. Srbského klubu. Zastával post ministra v první poválečné svazové (jugoslávské) vládě. Poté byl jugoslávským velvyslancem v Polsku a Kanadě.